# Winx on Ice
Winx on Ice è un musical iniziato nel 2008 e terminato nel 2010, tratto dal cartone animato Winx Club di Iginio Straffi, prodotto da M.A.S. e diretto da Salvatore Vivinetto. Il musical vede Carolina Kostner nel ruolo di protagonista.

## Trama
Carolina sembra una ragazza come le altre, ma in realtà possiede poteri straordinari legati alla poesia. Grazie a un diario magico, incontra Bloom. Le Trix e poi Valtor, però, la ingannano e la costringono a usare i poteri del diario contro le fate. Tra malefici, segreti e battaglie, spetterà a Carolina scrivere il finale della storia: il destino delle Winx è nelle sue mani!